# Senbere Teferi
Senbere Teferi (née le 3 mai 1995) est une athlète éthiopienne, spécialiste des courses de demi-fond et de fond. 

## Biographie
Lors des Championnats du monde juniors 2012 à Barcelone, Senbere Teferi remporte la médaille de bronze sur 1 500 mètres en 4 min 08 s 28, derrière la Kényane Faith Kipyegon et la Serbe Amela Terzić.
En 2015 elle termine deuxième du 5 000 mètres des championnats du monde, passant sa compatriote Genzebe Dibaba dans les derniers mètres.
En juillet 2018 elle bat son meilleur temps sur 5 000 à l'occasion du meeting de Rabat, en terminant 4e en 14 min 23 s 33.
Au mois d'août elle obtient la médaille d'argent aux championnats d'Afrique d'Asaba.
Début 2019, Senbere Teferi réalise 1 h 5 min 45 s au semi-marathon de Ras el Khaïmah, soit une seconde de moins que le record d'Éthiopie.
Elle se classe 6e des championnats du monde 2019 à Doha sur 10 000 m en 30 min 44 s 23.

## Palmarès
| Date | Compétition                    | Lieu             | Résultat | Épreuve     | Temps          |
| ---- | ------------------------------ | ---------------- | -------- | ----------- | -------------- |
| 2011 | Championnats du monde jeunesse | Lille            | 2e       | 1 500 m     | 4 min 10 s 54  |
| 2012 | Championnats du monde juniors  | Barcelone        | 3e       | 1 500 m     | 4 min 08 s 28  |
| 2015 | Championnats du monde de cross | Guiyang          | 2e       | Individuel  |                |
| 2015 | Championnats du monde de cross | Guiyang          | 1re      | Par équipes |                |
| 2015 | Championnats du monde          | Pékin            | 2e       | 5 000 m     | 14 min 44 s 07 |
| 2015 | Ligue de diamant               | Ligue de diamant | 3e       | 3 000 m     | détails        |
| 2016 | Jeux olympiques                | Rio de Janeiro   | 5e       | 5 000 m     | 14 min 43 s 75 |
| 2016 | Ligue de diamant               | Ligue de diamant | 3e       | 5 000 m     | détails        |
| 2017 | Championnats du monde          | Londres          | 4e       | 5 000 m     | 14 min 47 s 45 |
| 2018 | Championnats d'Afrique         | Asaba            | 2e       | 5 000 m     | 15 min 54 s 48 |
| 2019 | Championnats du monde          | Doha             | 6e       | 10 000 m    | 30 min 44 s 23 |
| 2021 | Jeux olympiques                | Tokyo            | 6e       | 5 000 m     | 14 min 45 s 11 |

## Records
| Épreuve       | Performance    | Lieu           | Date             |
| ------------- | -------------- | -------------- | ---------------- |
| 1 500 m       | 4 min 01 s 86  | Doha           | 15 mai 2015      |
| 3 000 m       | 8 min 32 s 49  | Ostrava        | 8 septembre 2018 |
| 5 000 m       | 14 min 23 s 33 | Rabat          | 13 juillet 2018  |
| Semi-marathon | 1 h 5 min 45 s | Ras el Khaïmah | 8 février 2019   |